# Spływy błotne

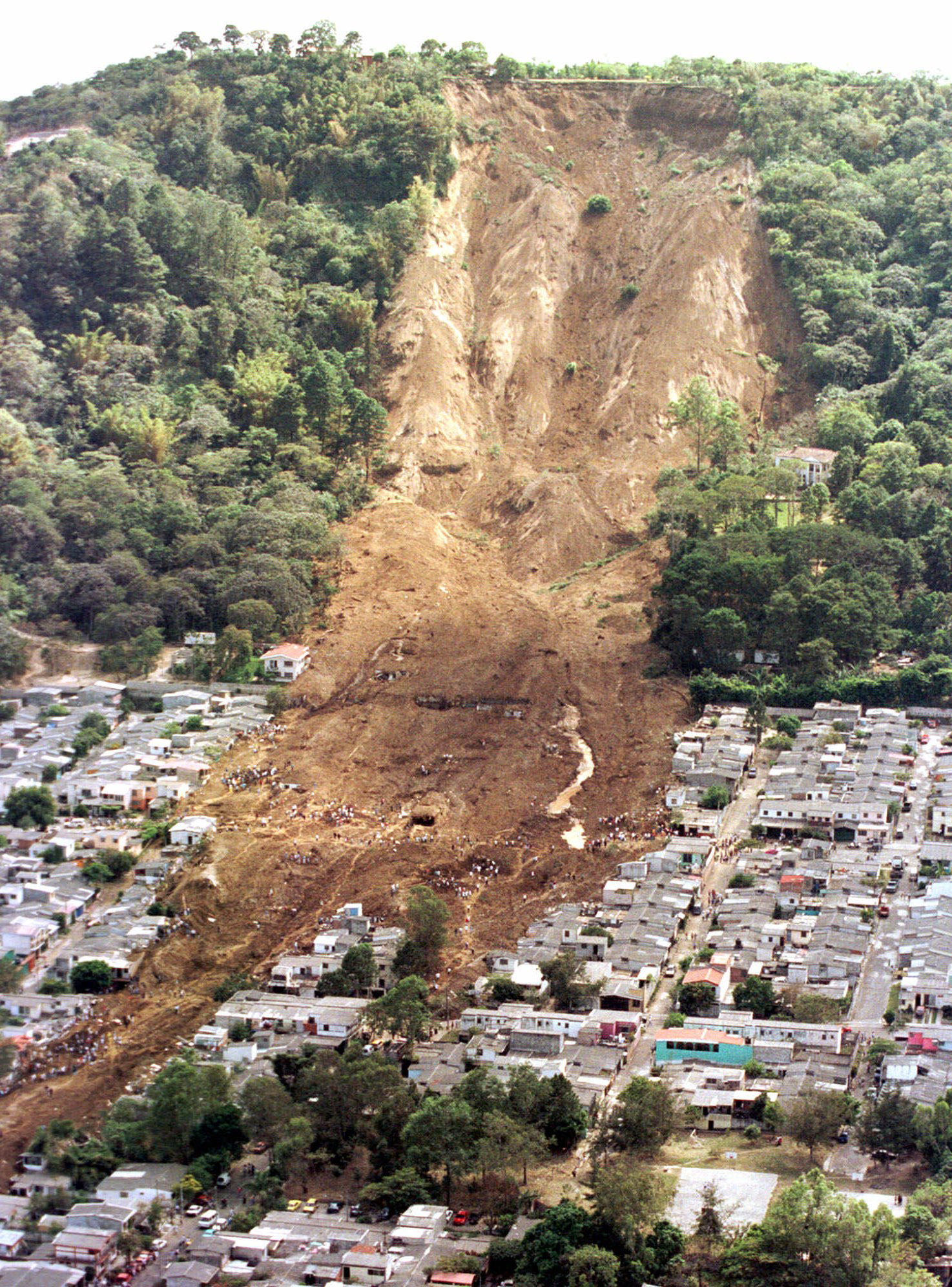
Spływ błotny

Spływy błotne – niebezpieczne zjawiska polegające na szybkim przemieszczaniu się warstw upłynnionego gruntu pod wpływem siły ciężkości w dół stoku.  Występują najczęściej w górach skąpo okrytych roślinnością.
Często spływy błotne są wynikiem ulewnych deszczów, szybkiego topnienia dużych mas śniegu lub po erupcji wulkanów. Wtedy grube warstwy luźnych skał (gliny, iły, piaski) są silnie przesiąknięte wodą i przemieszczają się szybko w postaci potoków błota i kamieni. Rozpędzone masy błota przemieszczają się z wielką siłą, porywając np. samochody czy wielkie głazy z prędkością dochodzącą nawet do 150 km/h.
Spłukiwanie powierzchniowe jest spowodowane spływem wody po stoku. Zachodzi zwykle w górnych partiach stoku. Jego intensywność zależy od:  
- natężenia i czasu trwania opadu deszczu,
- od charakteru roztopów,
- od nachylenia i długości stoku,
- od budowy geologicznej,
- od porowatości gleby,
- od użytkowania gleby,
- od przebiegu i gęstości dróg.

W wyniku spływu skoncentrowanego wód opadowych i roztopowych, głównie w dolnych partiach stoku, zachodzi proces spłukiwania linijnego połączony z erozją. Powstają żłobki, rozdoły, debrze, wąwozy i parowy.
Spływy błotne można zabezpieczać w podobny sposób jak spływy gruzowe.